# Bokkeveldgroep
De Bokkeveldgroep is een groep geologische formaties in Zuid-Afrika. Het is onderdeel van de Kaapse Supergroep. De sedimenten uit de Bokkeveldgroep dateren uit het Devoon.

## Locatie en ouderdom
De Bokkeveldgroep werd afgezet op de bodem van de Agulhaszee, een overstroomd riftdal tussen Afrika, het plateau van de Falkland-eilanden en Antarctica. De Bokkeveldgroep komt in de Zuid-Afrikaanse provincie Westkaap aan de oppervlakte. De groep is afgezet in een diepe zee en bestaat uit moddergesteente, in tegenstelling tot het zandsteen van de onderliggende Tafelberg- en overliggende Witteberggroep. De Bokkeveldgroep omvat de volgende formaties met aflopende ouderdom:
- Gydo-formatie - etage Emsien
- Tra Tra-formatie - etage Eifelien
- Klipbokkop-formatie - etage Givetien
- Adolphspoort-formatie - etage Givetien

## Fauna

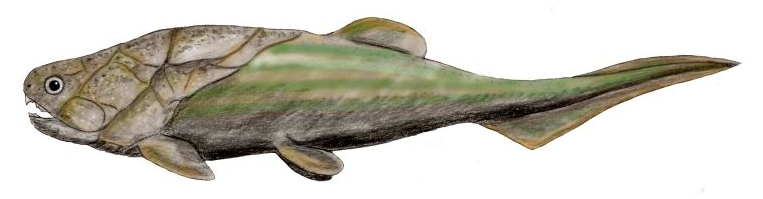
Coccosteus

In het Devoon lagen de zuidelijke delen van Afrika en Zuid-Amerika binnen de Zuidpoolcirkel. In het Devoon was er echter geen ijskap in het Zuidpoolgebied en was er een rijke plantensamenstelling in een relatief warme klimaat. De zeeën rondom het westelijke deel van het supercontinent Gondwana, zoals de Agulhaszee, hadden dan ook diverse mariene fauna. Haaien, stekelhaaien, pantservissen en ongewervelde zeedieren zoals zeesterren, zeeschorpioenen, trilobieten en nautilussen zijn bekend van fossiele vondsten in de Bokkeveldgroep.

#### Gydo-formatie[2]
- ?Coccosteus (Placodermi)
- Gyracanthus en Machaeracanthus (Acanthodii)
- cf. Pucapampella en cf. Zamponiopternon (Selachimorpha)

#### Tra Tra-formatie
- ?longvis

#### Klipbokkop- en Adolphspoort-formatie[3]
- Antarctilamna, Plesioselachus, Portalodus, Aztecodus (Selachimorpha)
- Groenlandaspis theroni, Holonematidae indet. en Phlyctaeniidae indet. (Placodermi)
- cf. Gyracanthides (Climatiiformes, Acanthodii)
- ?Onychodus (Sarcopterygii)

Tafelberggroep · Bokkeveldgroep · Witteberggroep